# Alfonso Caparroso Santamaría
Alfonso Caparroso Santamaría, hermano del capitán Alcides Caparroso Santamaría, nació en Macuspana, Tabasco el 7 de febrero de 1877. Fue catedrático en el Instituto Juárez y en la escuela normal para profesores; también tuvo a su cargo la dirección de Educación Pública en el estado. Escribió artículos y breves estudios que vieron la luz pública en diversos periódicos de Tabasco. En 1910 se unió a la lucha maderista y conspiró en contra del régimen de Victoriano Huerta, a causa de lo cual se vio obligado a abandonar su tierra natal y se incorporó entonces a las fuerzas de Venustiano Carranza. Participó en varios combates pero rechazó siempre los grados militares que se le ofrecieron. Estando al servicio del constitucionalismo murió en la Ciudad de México en 1916, a causa de un accidente de tránsito. 